# Jered
Jered är en patriark i bibeln som levde före syndafloden, han blev 962 år gammal. Han var son till Mahalalel och fader till profeten Henok, även känd som Hanok och Enok.